# Festival de Málaga 2005
La 8.ª edición del Festival de Málaga se celebró del 22 al 30 de abril de 2005 en Málaga, España.

## Jurados

### Sección oficial
- Aitana Sánchez Gijón
- Adolfo Blanco
- Felipe Vega
- Luis San Narciso
- Lorenzo Silva
- Emiliano Otegui
- Ana López Puigcorvé

### Sección oficial cortometrajes y Zona Zine
- Alfonso Albacete
- Enrique Alcides
- Javier Ojeda
- Pablo Malo
- David Delfín

### Sección oficial documentales
- Gervasio Iglesias
- Georgina Cisquella
- Jorge Ruffinelli

## Palmarés
- Biznaga de Oro a la mejor película: Tapas, de José Corbacho & Juan Cruz
- Biznaga de Plata. Premio Especial del Jurado: Hormigas en la boca, de Mariano Barroso
- Biznaga de Plata a la mejor dirección: Gerardo Herrero, por Heroína
- Biznaga de Plata a la mejor actriz: Elvira Mínguez, por Tapas
- Biznaga de Plata al mejor actor: Eduard Fernández, por Hormigas en la boca
- Biznaga de Plata al mejor guion “Premio Egeda”: Ángeles González Sinde, por Heroína
- Biznaga de Plata a la mejor música: Najwa Nimri & Pascale Gaigne, por 20 centímetros
- Biznaga de Plata a la mejor fotografía: Kiko de la Rica, por El Calentito
- Premio del público: Tapas, de José Corbacho & Juan Cruz
- Biznaga de Plata al Premio de la Crítica: 20 centímetros, de Ramón Salazar
- Premio al maquillaje: Ana Lozano, por 20 centímetros
- Premio al mejor actor revelación: Nuria González, por El Calentito
- Mención especial del Jurado: Los nombres de Alicia, de Pilar Ruiz Gutiérrez

### Zona Zine
- Biznaga de Plata a la mejor película: La cicatriz, de Pablo Llorca
- Premio al mejor guion: La cicatriz, de Pablo Llorca

### Cortometrajes
- Biznaga de Plata a la mejor película: Invulnerable, de Álvaro Pastor
- Biznada de Plata Premio del Jurado: La ruta natural, de Álex Pastor
- Biznaga de Plata a la mejor actriz: Nieve de Medina, por Recursos humanos
- Biznaga de Plata a la mejor actor: Pablo Galán, por Corre, Adrián
- Biznaga de Plata Premio del Público: 10 minutos, de Alberto Ruiz
- Mención especial del Jurado:El álbum blanco, de Félix Vixcarret ;10 minutos, de Alberto Ruiz

### Documental
- Biznaga de Plata al mejor documental: Invierno en Bagdad, de Javier Corcuera
- Biznaga de Plata Premio del Jurado: El tren de la memoria, de Ana Pérez & Marta Arribas
- Biznaga de Plata Premio del público: Hermanos Oligor, de Joan López Lloret
- Mención especial:El cielo gira, de Mercedes Álvarez;La toma, de Avi Lewis

## Premiados
- Premio Retrospectiva: Carlos Saura
- Premio Málaga: Verónica Forqué
- Premio Ricardo Franco: Gerardo Vera